# Escóznar
Escóznar es una localidad y pedanía española perteneciente al municipio de Íllora, en la provincia de Granada, comunidad autónoma de Andalucía. Está situada en la parte suroriental de la comarca de Loja. Cerca de esta localidad se encuentran los núcleos de Obéilar, Valderrubio y Láchar.

## Historia
Escóznar nace como alquería durante el periodo musulmán, tal y como la menciona el historiador Juan de Mata Carriazo en su obra sobre la frontera de Granada.
Sus tierras llegaron a ser propiedad de los Condes de Cantillana hasta 1888, año en el que Don Juan Antonio Ponce de León y Caro vendió a cinco vecinos las 1.021 fanegas de labor, casas y demás solares que componían el pueblo. Los compradores fueron Venancio Sánchez Ruiz, Luis Navarro Durán, Enrique Mazuecos Vílchez, Silvestre Mazuecos Losa y María del Carmen Sánchez Mignar.

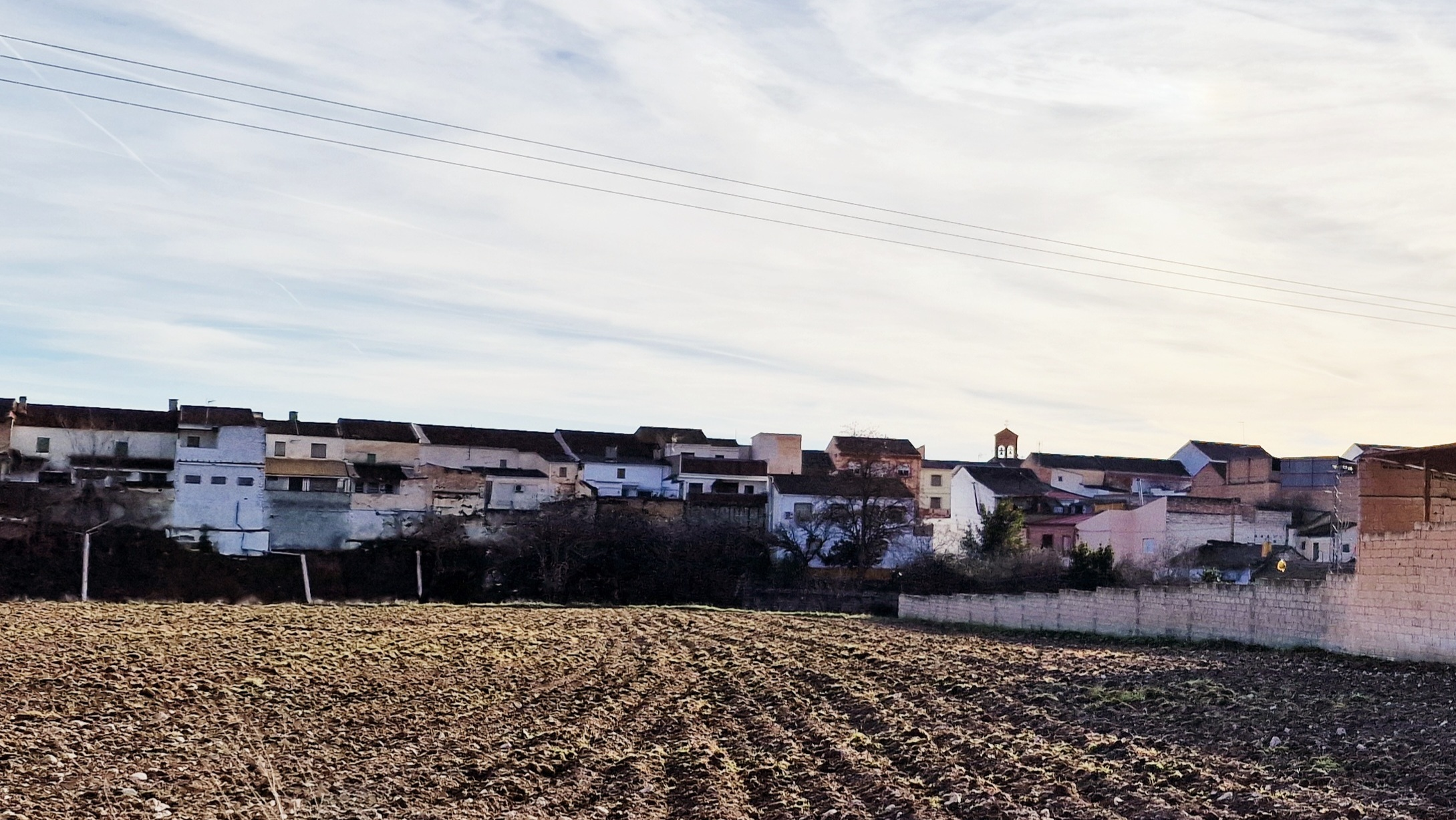
Vista de la localidad desde el camino del Cementerio

A comienzos del siglo XX Escóznar era una pedanía eminentemente agrícola y de clase humilde, donde se daba la peculiar circunstancia de que muchos de sus vecinos eran protestantes anglicanos por asimilación a los habitantes de la cercana finca de los Duques de Wellington. De hecho, era en tierras de Escóznar donde se encontraba en 1936, el hoy aparentemente desaparecido cementerio protestante de Íllora. El pueblo, marcado por luchas sociales y religiosas, recibió diversas misiones jesuíticas contra los protestantes, lo que denota la importancia de su congregación evangélica en aquel tiempo.
En este contexto, al estallar la guerra civil española, Escóznar fue una de las zonas que más sufrió la represión y los asesinatos a manos del bando nacional en la provincia de Granada, llegando a ejecutar a familias enteras como la de Luis Nieto Cantero y sus hijos: José, menor de edad, Francisco, Miguel, también menor de edad, desapareció en el transcurso de la guerra civil y su otro hijo Luis fue sometido a un concejo de guerra. Además le fueron incautados todos sus bienes y abrieron diversos expedientes de responsabilidades políticas. En la rama familiar de su mujer, Francisca Biedma Sierra, fueron asesinados su hermano Manuel Biedma Sierra y su hijo Manuel Biedma Ruiz, así como sus otros hijos Francisco y Juan que fueron sometidos a juicios siendo condenados a varios años de prisión.
En los primeros años del siglo XXI se construyó la Línea de AVE a Granada, inaugurada en 2019, que pasa al norte de Escóznar.

## Demografía
Según el Instituto Nacional de Estadística de España, en el año 2024 Escóznar contaba con 829 habitantes censados, lo que representa el 8,36% de la población total del municipio.

### Evolución de la población
| Gráfica de evolución demográfica de Escóznar entre 2014 y 2024 |
|                                                                |
| Datos según el nomenclátor publicado por el INE.               |

## Comunicaciones

### Autobús
En la actualidad son dos las líneas de autobús del Consorcio de Transporte Metropolitano del Área de Granada que conectan Escóznar con el centro de la capital:
- Línea 335: Granada - Santa Fe (no bajadas) - Pedro Ruiz - Fuente Vaqueros - Valderrubio - Escóznar - Obéilar.
- Línea 336: Granada - Santa Fe (no bajadas) - Chauchina - Fuente Vaqueros - Valderrubio - Escóznar - Obéilar.

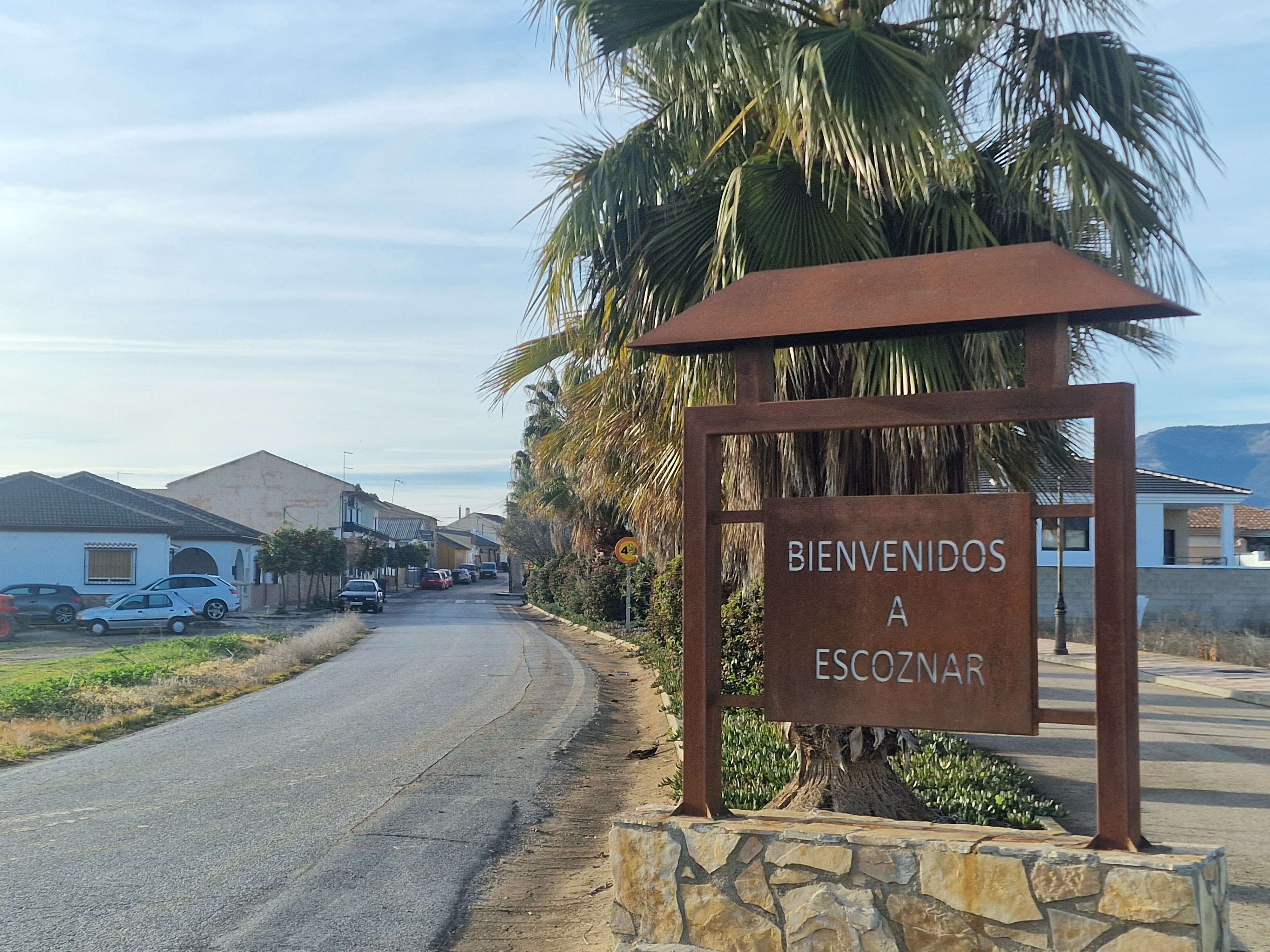
Entrada a la localidad por la carretera GR-3401 desde Valderrubio

El servicio lo presta la empresa Ureña e Hijos S.L.. En la parada de Santa Fe —barrio de La Pulga, junto a la autovía— no se permite la bajada de viajeros procedentes de Granada, por conflicto de intereses con Alsa; sólo está permitida la subida con destino al resto de localidades. En el viaje de vuelta ocurre justo lo contrario.

### Carreteras
Existe una carretera provincial, la GR-3401, que conecta Escóznar con Valderrubio y Obéilar. También cabe destacar la carretera local que une la localidad con Láchar, y que constituye su salida natural y más rápida a la autovía A-92.
La principal vía de comunicación que transcurre por esta pedanía es:
| Identificador | Denominación                        | Itinerario          |
| ------------- | ----------------------------------- | ------------------- |
| GR-3401       | De A-92 a estación de Íllora-Láchar | Chauchina - Obéilar |

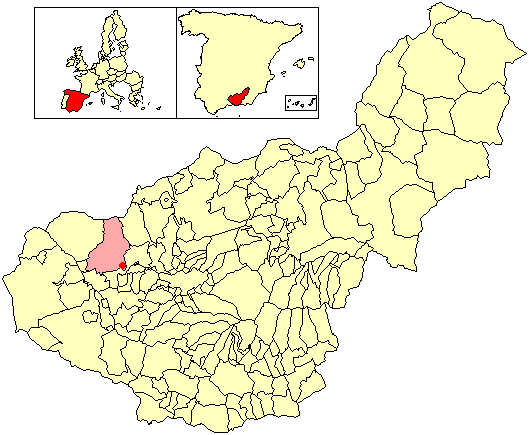
Situación de Escóznar respecto al término municipal de Íllora, en la provincia de Granada.

Algunas distancias entre Escóznar y otras ciudades:
| Ciudades | Distancia (km) |
| -------- | -------------- |
| Íllora   | 8              |
| Granada  | 31             |
| Loja     | 36             |
| Jaén     | 109            |
| Almería  | 184            |
| Murcia   | 304            |

## Servicios públicos

### Sanidad
Escóznar pertenece a la zona básica de salud de Íllora, en el Distrito Sanitario Metropolitano de Granada. El pueblo cuenta con un consultorio médico situado en la calle San Luis, s/n.

### Educación
El único centro educativo que hay en la localidad es:
| Denominación Genérica | Nombre del Centro  | Naturaleza | Dirección          |
| --------------------- | ------------------ | ---------- | ------------------ |
| Colegio Público Rural | C.P.R. "Parapanda" | Público    | C/ San Rafael, s/n |

## Cultura

### Fiestas

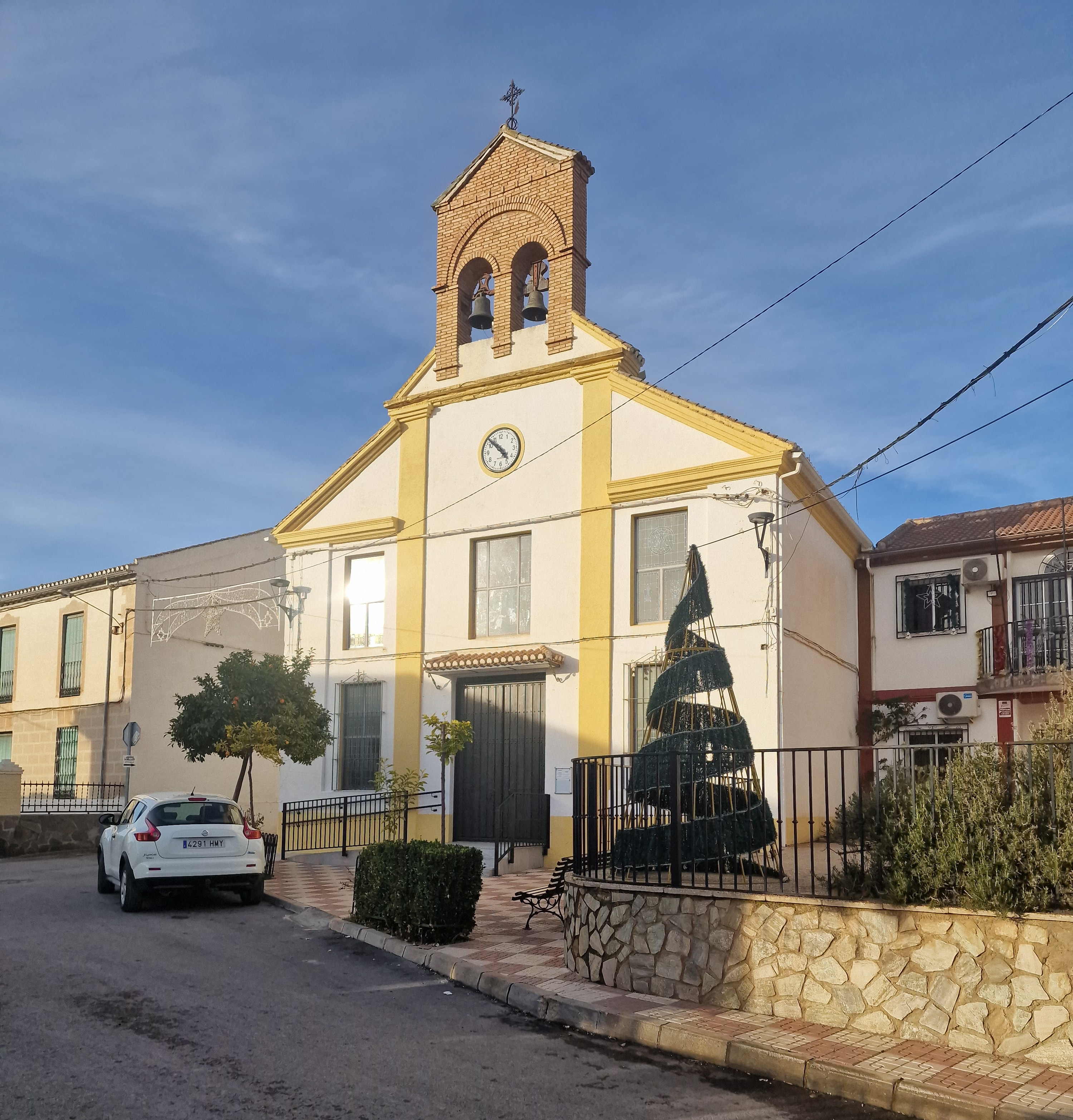
Iglesia de San Francisco de Asís

Escóznar celebra cada año sus fiestas el último fin de semana de agosto en honor a San Francisco de Asís, patrón del pueblo, con actividades lúdicas —como una yincana, el desfile de cabezudos o la fiesta de la espuma— y deportivas —como el torneo de la UD Escóznar— durante el día y verbenas por la noche. El viernes a mediodía se realiza una gran paellada —característica del Levante peninsular— para todos los vecinos y visitantes, con cerveza y refrescos gratis. El domingo se procesiona la imagen del santo por las calles de la localidad, acompañado de la banda de música municipal Villa de Íllora, y con un castillo de fuegos artificiales de regreso a la iglesia.
El 1 de febrero por la noche tiene lugar la tradicional candelaria, organizada por la asociación de vecinos, en la que se enciende una hoguera en la calle San Luis, junto al colegio.
También cabe destacar que cada 3 de mayo se festeja el Día de la Cruz.